# Kalcheggweg 18

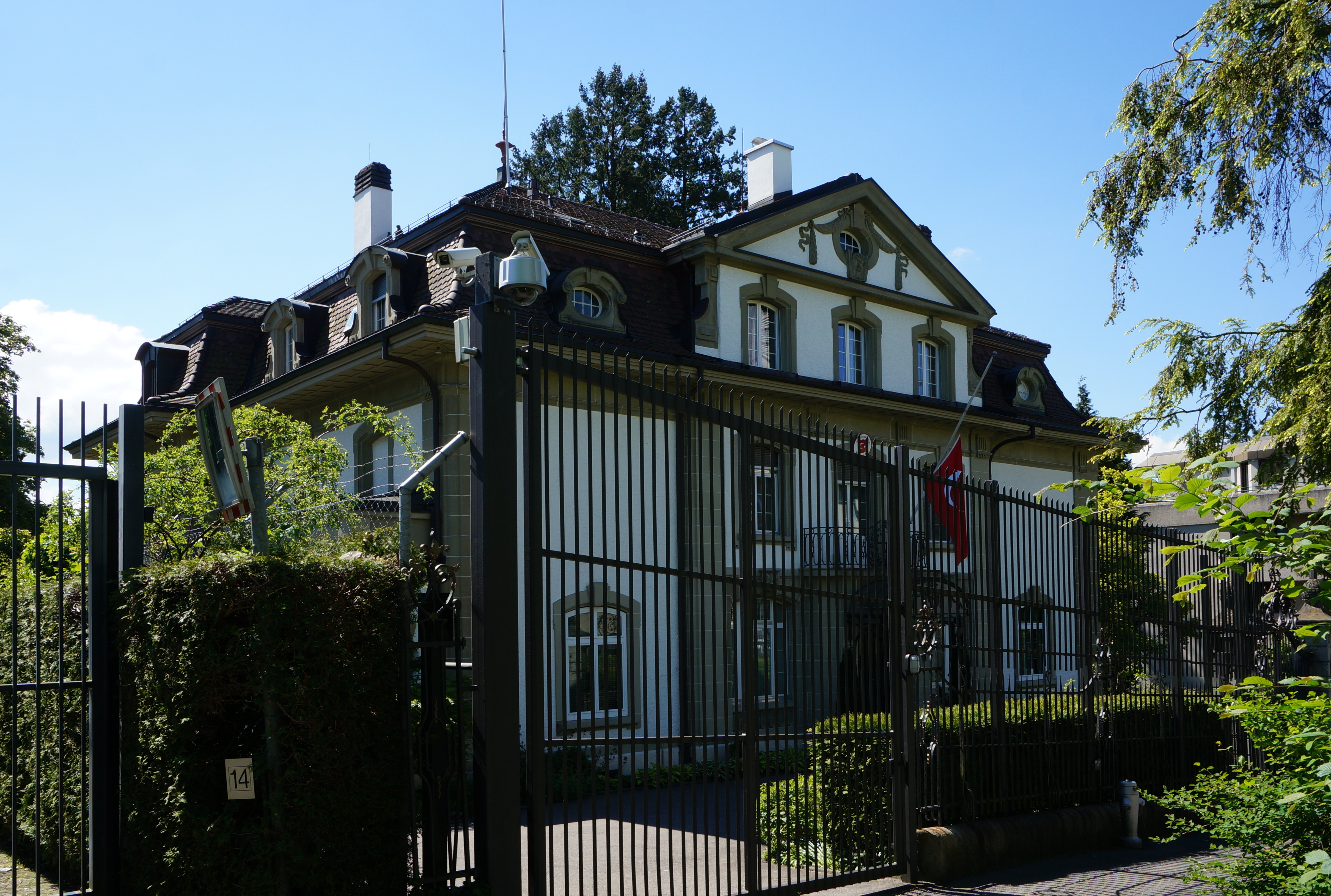
Strassenseitige Ansicht, 2014

Die Villa Kalcheggweg 18 ist eine denkmalgeschützte Villa in der Stadt Bern. Das Bauwerk im neobarocken Stil wurde 1907 vom Architekten Albert Gerster als Wohnhaus geplant. Es ist die Residenz der Botschafterin der Republik Türkei in der Schweiz.

## Lage
Die Liegenschaft «Kalcheggweg 18» liegt südwestlich des ehemaligen Kalchegg-Guts und gehört zum von Villen und anspruchsvollen Mietshäusern geprägten Quartier Elfenau/Brunnadern im Stadtteil im Stadtteil IV Kirchenfeld-Schosshalde. Die benachbarten Villen im Kalcheggweg sind die Residenzen der Botschafter von Brasilien (neobarock und 1938 erbaut) und China («Villa Bomonti», neorokoko und 1916 erbaut). Gerster entwarf 1931/1932 ebenfalls die anschliessende Chinesische Botschaft im Stil der «bernischen Architektur der Mitte des 18. Jahrhunderts», die von der Denkmalpflege als «erhaltenswert» beurteilt wird. Schräg gegenüber der türkischen Residenz wurde 1949 die reformierte Petruskirche vollendet.
Die Gartenfassade der Residenz ist nach Südosten orientiert. An den Garten schliesst sich das 1970 fertiggestellte Botschaftsgebäude an.

## Geschichte
Die Erschliessung des etwa 80 Hektar grossen Kirchen- und Lindenfelds begann 1881 mit dem Baubeginn der Kirchenfeldbrücke finanziert durch die Berne-Land-Company in London. Ein Wohnquartier für das wohlhabende Bürgertum sollte entstehen, jedoch verlief der «Verkauf von Bauparzellen mehr als schleppend». Um den Absatz zu fördern, wurde die Berner Kirchenfeld-Baugesellschaft gegründet. Sie schrieb einen Architekturwettbewerb für Villen aus, erstellte schlüsselfertige Villen und suchte Käufer für diese.
Hauptarchitekt der Baugesellschaft wurde Eugen Stettler, der Bauten im Stil der italienischen Renaissance entwarf. Eduard von Rodt und Henry B. von Fischer entwarfen ebenfalls Gebäude im Stil des Historismus, wobei von Fischer für die neobarocken Villen am Thunplatz verantwortlich war. Neben anspruchsvollen Villen entwarf Gerster Reihenwohnhäuser sowie Ein- und Mehrfamilienhäuser im «Kirchenfeld». Seine Entwürfe in der Oberen Altstadt prägten die Stadt ab der Jahrhundertwende mit.
Die 1907 von Gerster entworfene Villa diente von 1926 bis 1970 als Residenz und Kanzlei des Botschafters. Das moderne Botschaftsgebäude im Lombachweg wurde 1968 von der Conrad Zschokke AG entworfen. Es gilt als «beachtenswert», hat aber keine rechtswirksame Einstufung seitens der Denkmalpflege.
Im Stadtberner Bauinventar wird die Villa als «schützenswert» geführt.

## Beschreibung
Das Gebäude ist eine zweigeschossige Villa mit Mansartwalmdach. Ein kaum vorspringender, dreiachsiger Portalrisalit prägt die fünfachsige Strassenfassade. Er erhält durch ein Attikageschoss mit Dreieckgiebel seinen Abschluss. Das Dachgeschoss zeigt strassenseitig Querovalfenster, die im Dreieckgiebel von Lorbeergehänge begleitet werden. Im Obergeschoss führt eine Fenstertüre in der Mittelachse auf einen sehr schmalen Balkon. Die Strassenseite ist symmetrisch angelegt, Fenster und Türen zeigen Stichbögen mit Scheitelstein. Die Fassaden der Seiten sind unregelmässig gegliedert, zu den verschiedenen Anbauten gehören ein Standerker mit Balkon an der Westecke sowie ein Dienstboteneingang an der Nordecke. Zur Gliederung gehören Lisenen am Risalit sowie sämtlichen Gebäudeecken. Der Risalit ist im Erdgeschoss in Haustein ausgeführt. Der Sockel des Bauwerks ist aus hellem Kalkstein, Gliederungselemente und Fenster- und Türeinfassungen sind in Sandstein ausgeführt. Die Mauern sind grob und hell verputzt.
Elemente der Umzäunung und das reich verzierten Hauptportal sind erhalten, beeinträchtigt wird die gegenwärtige Situation durch hohe Stahlgitter zur Sicherung des Liegenschaft. 
Die Villa gilt als «repräsentativ», ihr Aussenraum ist «von denkmalpflegerischem Interesse».